# Ilija Lešić – Bartolov
Ilija Lešić – Bartolov (Bošnjaci, 1915. – Županja, 1985.) bio je hrvatski zavičajni pisac, pjesnik i kulturni djelatnik.

## Životopis
Ilija Lešić rođen je 19. srpnja 1915. godine u Bošnjacima, gdje je završio pet razreda osnovne škole te dvije godine opetovnice. Nakon školovanja zaposlio se kao pisar u gradskom poglavarstvu u Vukovaru. Na početku Drugog svjetskog rata mobiliziran je u domobrane s činom topničkog narednika, u kojima je bio do kraja rata.
Po završetku Drugog svjetskog rata položio je stručni ispit za administrativnog manipulanta te se zaposlio u Šumskoj manipulaciji Vrbanja gdje nije ostao dugo. Vrlo često je mijenjao mjesto zaposlenja pa tako tijekom svog radnog vijeka radi u Vinkovcima, Dvoru na Uni, Sisku, Slavonskom Brodu dok se konačno nije smjestio u Županji gdje će provesti ostatak svog života.
Kao zaljubljenik u povijest proučavao je povijest i kulturni identitet svog rodnog sela Bošnjaci te ostalih sela zapadnoga Srijema. Bio je tajnik Matice hrvatske – ogranka u Županji te je kao idealist koji je štovao i istraživao povijest i običaje svoga kraja bio član "Društva prijatelja muzeja".
Umro je 21. srpnja 1985. godine u Županji, gdje je i pokopan.

## Važnija djela
- "Hajduk Ilijica i druge pripovijetke", Vlastita naklada, Županja, 1977.
- "Marika", Vlastita naklada, Županja, 1971.
- "Priče iz granice – drugo, dopunjeno i izmijenjeno izdanje", priredio Vinko Juzbašić, Vlastita naklada i Piksel print, Bošnjaci, 2018.
- Pjesma: "Vesela je Šokadija"